# Bissendorf
Bissendorf est une municipalité allemande du land de Basse-Saxe et l'arrondissement d'Osnabrück.

## Personnalités liées à la ville
- Arnold von Schele (1849-1922), homme politique né et mort au Schelenburg.
- Klaus Meine (1948) , chanteur du groupe Scorpions, réside à Bissendorf depuis 1982 .